# Jörg Pleva

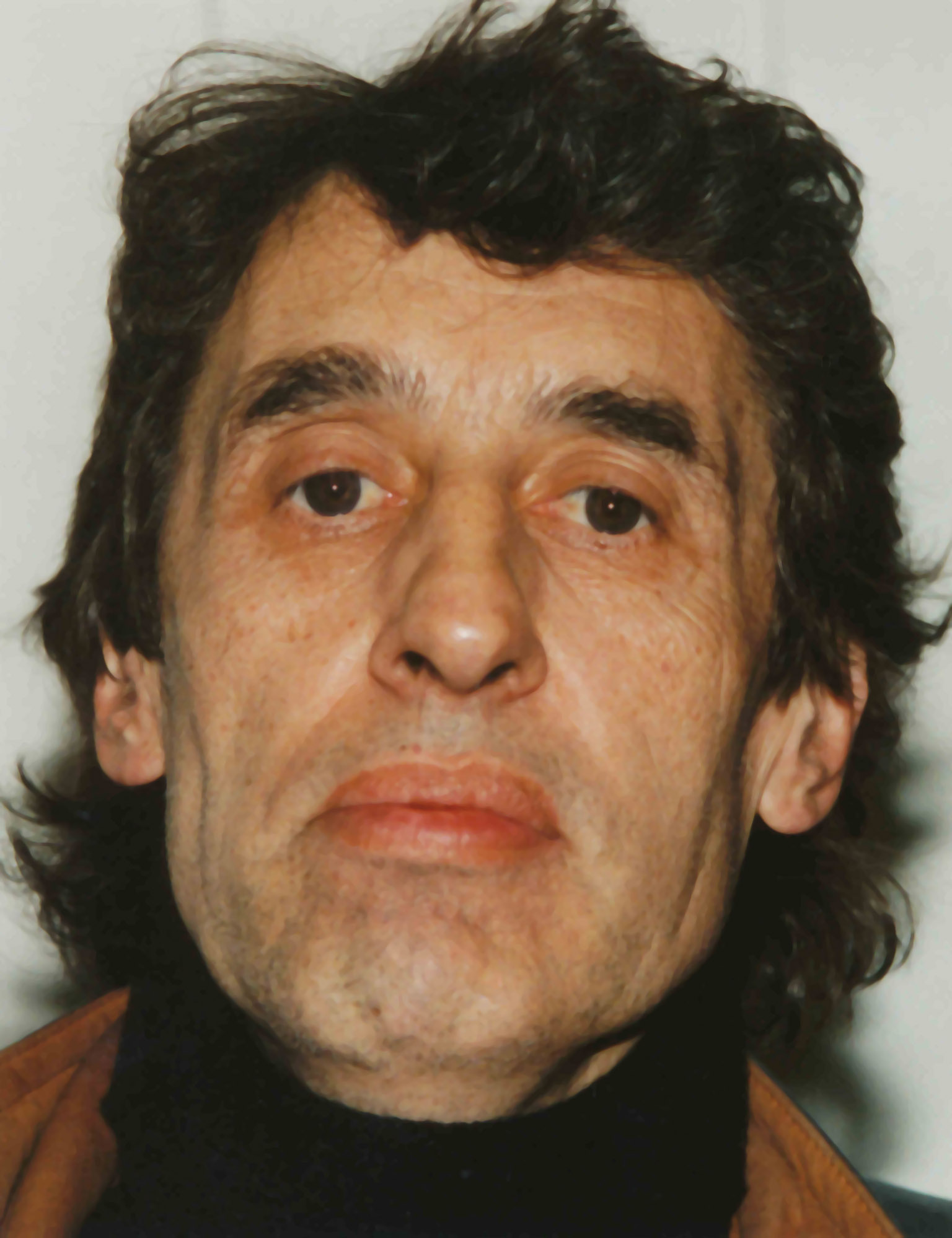
Jörg Pleva (um 1992)

Jörg Pleva (* 23. Juni 1942 in Stuttgart; † 14. August 2013 in Hamburg) war ein deutscher Schauspieler, Synchronsprecher und Theaterregisseur.

## Leben
Plevas Vater war ein tschechischer Pianist, seine Mutter war Ballettmeisterin an der Komischen Oper Berlin.
Als Jugendlicher wandte sich Pleva, der zunächst eine Ausbildung zum Grafiker begonnen hatte, der Schauspielerei zu und beendete 1960 seine Ausbildung am Staatstheater Stuttgart, wo er  1960 sein Bühnendebüt als Willi in Der Hauptmann von Köpenick gab.
Bis 1962 war er in Stuttgart engagiert, dann gastierte er als freischaffender Künstler unter anderem im Theater am Turm in Frankfurt am Main, am Ernst-Deutsch-Theater in Hamburg sowie auf Tourneen.
Parallel dazu begann Pleva, für das Fernsehen Filme und Serien zu drehen. Die Arbeit für das Fernsehen bildete den Schwerpunkt seiner Tätigkeit. Berühmt wurde er durch die Rolle des Bernhard Lotz in Tom Toelles und Wolfgang Menges Satire Das Millionenspiel von 1970. Es folgten zahlreiche Auftritte als Nebendarsteller in Serien, aber auch Titelrollen in TV-Produktionen wie Joseph Süß Oppenheimer 1983.
Außerdem war Pleva als Sprecher in Hörspielen sowie als Synchronsprecher tätig. Besonders bekannt wurde seine Stimme durch die Synchronisation der Hauptdarsteller dreier Stanley-Kubrick-Filme: Malcolm McDowell in Uhrwerk Orange (1971), Ryan O’Neal in Barry Lyndon (1975) sowie Jack Nicholson in Shining (1980). Kubrick war von Plevas stimmlicher Leistung in Uhrwerk Orange so begeistert, dass er ihn persönlich dafür auswählte, auch die Hauptdarsteller seiner beiden nächsten Filme zu synchronisieren.
Neben seinen Tätigkeit fürs Fernsehen spielte Preva weiter Theater. Ab 1975 gehörte er zum Ensemble des Ernst Deutsch Theaters in Hamburg. Als Schauspieler war er an circa 70 Theaterproduktionen beteiligt. Daneben inszenierte er als Theaterregisseur etwa 20 Stücke.
1997 gründete Pleva die Schauspielkompanie AdHoc. Unter seiner Regie entstanden die Stücke Der Wirrkopf, Die Schule der Ehemänner, Der Geizige, Der Bürger als Edelmann und Der eingebildete Kranke von Molière, die über 700 Mal im deutschsprachigen Raum aufgeführt wurden.

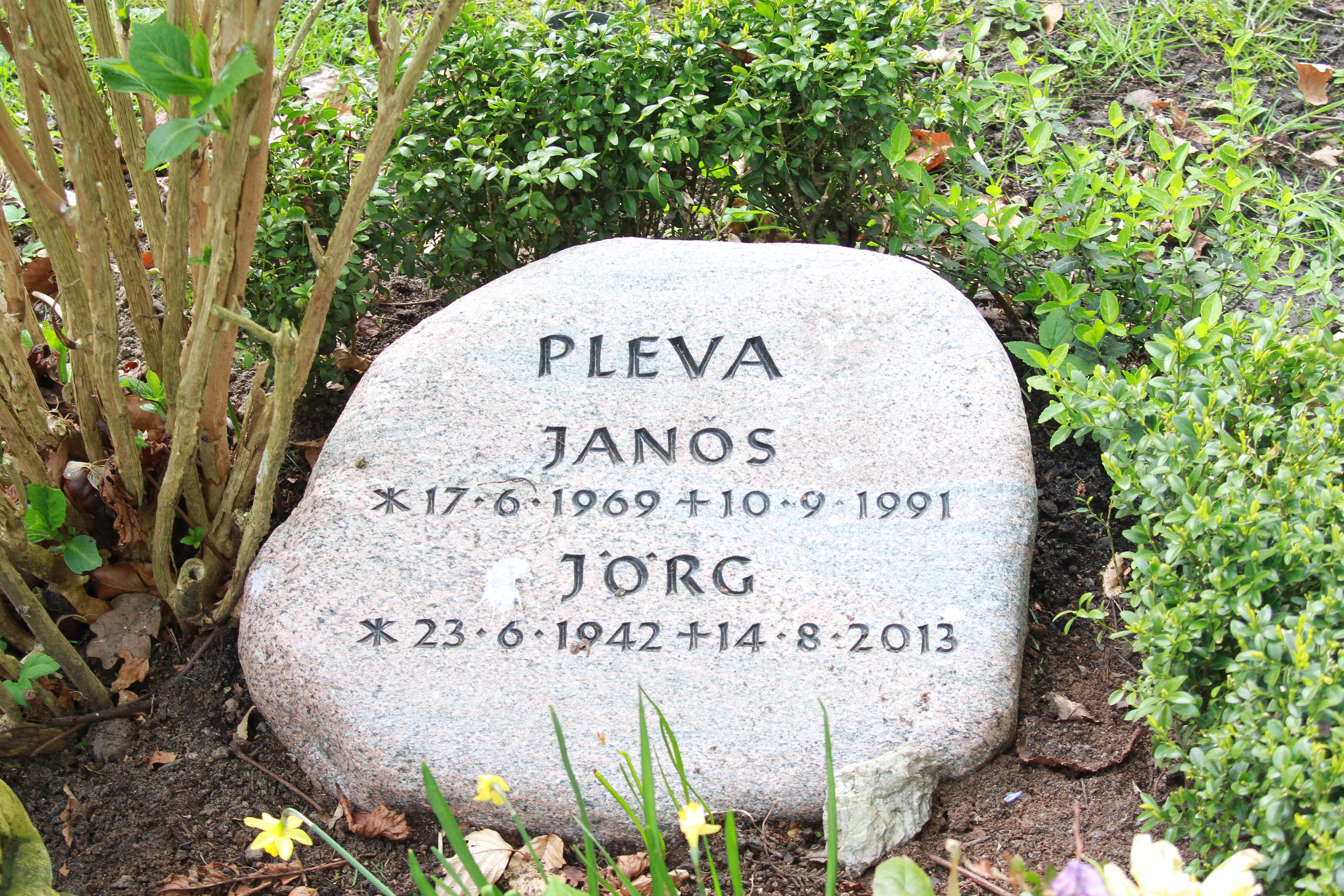
Grabstein von Jörg Pleva auf dem Friedhof Ohlsdorf

1998 stellte die Schauspielkompanie AdHoc in Hamburg ein Theaterzelt auf und spielte dort drei Einakter von Molière.
Aus der ersten Ehe Plevas mit Marion Reh stammt Tochter Tanja Pleva, die als Autorin tätig ist. Mit der Schauspielerin Yvonne Remé hatte er den gemeinsamen Sohn Janos Pleva, der 1991 an einem Gehirntumor starb. Sein Sohn Anton Pleva aus einer langjährigen Beziehung mit der Schauspiel-Kollegin Giulia Follina spielte in vielen seiner Inszenierungen mit.
Jörg Pleva starb im Alter von 71 Jahren und wurde neben seinem Sohn Janos auf dem Friedhof Ohlsdorf in Hamburg beigesetzt.

## Filmografie

### Kino (Auswahl)
- 1960: Gino
- 1967: Eine Handvoll Helden
- 1968: Der Turm der verbotenen Liebe
- 1978: Der Schimmelreiter
- 1992: Ein Fall für TKKG: Drachenauge

### Fernsehen
- 1960: Der Hauptmann von Köpenick
- 1967: So war Herr Brummel
- 1967: Bratkartoffeln inbegriffen
- 1967: Mister Arcularis
- 1969: Rebellion der Verlorenen
- 1970: Wie eine Träne im Ozean
- 1970: Das Millionenspiel
- 1970–1975: Der Kommissar
  - 1970: Messer im Rücken
  - 1975: Warum es ein Fehler war, Beckmann zu erschießen
- 1971: Merkwürdige Geschichten – Ein Toter als Lebensretter
- 1971: Ein Vogel bin ich nicht
- 1971: Die gefälschte Göttin
- 1972–1975: Sonderdezernat K1
  - 1972: Kassensturz nach Mitternacht
  - 1975: Sackgasse
- 1973: Der Zweck heiligt die Mittel
- 1974: Eiger
- 1974: Das einsame Haus
- 1976: Charleys Tante
- 1976–1997: Tatort (Fernsehreihe)
  - 1976:  … und dann ist Zahltag
  - 1995: Der König kehrt zurück
  - 1995: Die Kampagne
  - 1997: Ausgespielt
- 1977: Das höfliche Alptraumkrokodil
- 1980: Ein Abend mit Labiche
- 1980: Ein Guru kommt
- 1981: François Villon
- 1983: Martin Luther
- 1983: Flöhe hüten ist leichter
- 1983: Joseph Süß Oppenheimer
- 1983: Nordlichter: Geschichten zwischen Watt und Weltstadt – Auf, auf zum Himmel
- 1984: Der Mann, der keine Autos mochte
- 1985: Ein Mann namens Parvus
- 1986: S.Y. Arche Noah (12 Folgen)
- 1986: Jokehnen – Oder wie lange fährt man von Ostpreußen nach Deutschland?
- 1987: Die Erbschaft
- 1987: Sturmflut
- 1987: Das Wahlergebnis
- 1987: Kein Anschluss unter dieser Nummer
- 1987: Irrtum inbegriffen…
- 1989: Die Schwarzwaldklinik
  - Sturz mit Folgen
  - Nierenspende
  - Transplantation
- 1990–1991: Drei Damen vom Grill (20 Folgen)
- 1991: Insel der Träume – Meine zwei Väter
- 1991: Die Männer vom K3 – Narkose fürs Jenseits
- 1991–1992: Unsere Hagenbecks (24 Folgen)
- 1991–1998: Großstadtrevier
  - 1991: Katzenjani
  - 1993: Oh, du fröhliche
  - 1998: Sonntagsdienst
- 1993: Ein unvergessliches Wochenende… in Venedig
- 1993: Das Traumschiff – Ägypten
- 1993: Glückliche Reise – Arizona
- 1997: Schweinesand – Eine Insel voller Geheimnisse

Weitere Serien
- Der Patenonkel
- Peter Strohm
- Praxis Bülowbogen